# Галкин, Александр Иванович (судья)
Александр Иванович Галкин (род. 10 марта 1946, Антюфеевка) — российский юрист и государственный деятель, председатель Саратовского областного суда (1987-2009). Заслуженный юрист Российской Федерации.
Провёл первый в истории Российской Федерации судебный процесс с участием присяжных заседателей.

## Биография
Александр Иванович Галкин родился 10 марта 1946 года в селе Антюфеевка Токарёвского района Тамбовской области. После окончания средней школы работал электромонтёром, затем проходил срочную службу в вооружённых силах СССР.
- 1972 год — окончание Саратовского юридического института имени Д. И. Курского.
- 1972 год — 1974 год — стажёр, затем следователь военной прокуратуры.
- 1974 год — 1984 год — член Саратовского областного суда.
- 1984 год — 1987 год — заместитель председателя Саратовского областного суда.
- 1987 год — 2009 год — председатель Саратовского областного суда[1][2].
- 1993 год — провёл первый (c 1917 года) в истории Российской Федерации процесс с участием присяжных заседателей[3].
- 1992 год — присвоен первый квалификационный класс[4].
- 1999 год — 2000 год — председатель Совета судей Саратовской области.
- С 2000 года — член Высшей квалификационной коллегии судей.
- 2009 год — ушёл в отставку.

## Награды
- Орден Почёта (2002)[5]
- Заслуженный юрист Российской Федерации (1994)[6]
- Медаль «За заслуги перед судебной системой Российской Федерации» I степени
- Почётный знак Совета судей Российской Федерации «Ветеран судебной системы» (2016)[7]
- Медаль Михаила Галкина-Враского (ФСИН России)
- Почётная грамота Саратовской областной думы[8]
- Премия «Фемида» в номинации «Судебная реформа» (2001)[9]

## Некоторые публикации
- Коллектив авторов. Настольная книга мирового судьи. Учебно-методическое пособие / Под ред. В. М. Лебедева. — М.: БЕК, 2002. — 624 с. — (Настольные книги). — ISBN 5-85639-320-1.
- Галкин А. И., Громов Н. А. О соотношении оснований к пересмотру дел в порядке надзора и по вновь открывшимся обстоятельствам // Вопросы уголовного процесса: Проблемы обеспечения законности в уголовном судопроизводстве : Межвузовский научный сборник. — 1989. — Вып. 4. — С. 92—100.
- Галкин А., Супрун В. Совершенствование профессионального мастерства народного судьи // Советская юстиция : научный журнал. — 1991. — № 7. — С. 25—27.
- Галкин А., Немытина М. Право на суд присяжных // Российская юстиция : научный журнал. — 1995. — № 12. — С. 10—11.
- Галкин А. И. Напутственное слово председательствующего // Вестник СГАП : научный журнал. — 1996. — № 3. — С. 231—238.
- Галкин А., Громов Н. О напутственном слове председательствующего // Российская юстиция : научный журнал. — 1996. — № 10. — С. 6—7.
- Галкин А. И., Друзин Е. В., Немытина М. В. Постановка вопросов, подлежащих разрешению коллегией присяжных заседателей // Состязательное правосудие. Труды научно-практических лабораторий : научный сборник. — 1996. — Вып. 1. Ч. 1. — С. 183—202.
- Галкин А., Громов Н. Вновь открывшиеся обстоятельства // Российская юстиция : научный журнал. — 1997. — № 5. — С. 25—26.
- Галкин А., Овсянников И. Одни ругают суд присяжных, другие — прокурора // Российская юстиция : научный журнал. — 1999. — № 3. — С. 7—9.
- Галкин А. Судебный контроль за сроками рассмотрения дел // Российская юстиция : научный журнал. — 2000. — № 7. — С. 41—42.
- Галкин А., Овсянников И. Вероятное и достоверное в обвинительном приговоре // Российская юстиция : научный журнал. — 2000. — № 9. — С. 41—43.
- Галкин А. Возвращение ювенальной юстиции в Россию // Российская юстиция : научный журнал. — 2002. — № 7. — С. 15—16.